# Minuartia armena
Minuartia armena är en nejlikväxtart som beskrevs av Boris Konstantinovich Schischkin och S.S. Ikonnikov. Minuartia armena ingår i släktet nörlar, och familjen nejlikväxter. Inga underarter finns listade i Catalogue of Life.